# Józef Wielgomasz
Józef Wielgomasz (ur. 18 marca 1909 w Paprotni, zm. w 1966) – polski oficer, w młodości lekkoatleta, specjalizujący się w biegach sprinterskich.

## Życiorys
Ukończył Szkołę Podchorążych Piechoty w Ostrowi Mazowieckiej w 1934. Mianowany na stopień podporucznika ze starszeństwm od 15 sierpnia 1934. Awansowany na stopień porucznika w 1936.
Służył w 30 pułku strzelców kaniowskich. W kampanii wrześniowej walczył jako dowódca 2 kompanii cekaemów tego pułku, w ramach 10. Dywizji Piechoty w Armii „Łódź”. Był dwukrotnie ranny, 8 września pod Boginią i 21 września w Placówce. Wbrew informacjom zawartym między innymi w publikacjach Bogdana Tuszyńskiego, który wymieniał Wielgomasza wśród ofiar i osób zaginionych we wrześniu 1939, Wielgomasz przeżył wojnę. Od 22 września 1939 do 6 lutego 1940 przebywał w Szpitalu Ujazdowskim. W lutym 1940 został przewieziony do Oflagu XII A w Hadamarze, gdzie przebywał do maja 1942. Spędził kilka miesięcy w Oflagu II E w Neubrandenburgu, a końca wojny doczekał w Oflagu VI B w Dössel. Od września 1944 do kwietnia 1945 przebywał na izbie chorych, a później w szpitalu. Leczenie trwało aż do marca 1946 roku. Do Polski powrócił 8 listopada 1946 i zamieszkał w Świeradowie-Zdroju (wówczas Wieniec-Zdrój).
Zmarł w 1966 roku. Został pochowany na cmentarzu św. Wawrzyńca we Wrocławiu.

## Osiągnięcia sportowe
- Mistrzostwa Polski seniorów w lekkoatletyce (3 medale)[7]
  - Warszawa 1930
    - srebrny medal w sztafecie 4 × 100 m
    - brązowy medal w biegu na 100 m

  - Warszawa 1932
    - srebrny medal w sztafecie 4 × 100 m